# Soufisme en Inde
Le soufisme en Inde est un mouvement qui apparaît très tôt dans l'histoire de l'islam dans ce pays. L'islam y est arrivé dès le VIIe siècle via des marchands, suivis dès le début du VIIIe siècle par des conquérants. On sait que les premiers soufis (comme al-Hujwîrî, XIe siècle) sont apparus tôt en Inde. Toutefois, c'est avec l'implantation des confréries soufies (« tariqa ») à partir de la fin du XIIe siècle que le soufisme prend réellement son essor. En fait, le soufisme est venu avec les marchands et avec les conquérants.
Les principales confréries soufies que l'on trouve en Inde sont la Chishtiyya, la Naqchabandiyya, la Qadiriyya et la Suhrawardiyya. L'impact de la Chishtiyya est sensible jusque dans les plus petits villages indiens. La voie Naqchabandiyya est également très influente dans le sous-continent indien.

## Les confréries soufies en Inde
Les deux premières confréries soufies à s’implanter furent la Chishtiyya et la Suhrawardiyya. Mu’în al-Dîn Chishtî, disciple d'Abu Abdal Chishtî, est le fondateur en Inde de la Chishtiyya. Né en Afghanistan en 1142, il est arrivé en Inde avec les envahisseurs musulmans en 1192 et s'est établi à Ajmer. Ses principaux successeurs furent Moinuddin, Qutbuddin, Nizamuddin et Fariduddin. Quant à la tariqa Suhrawardiyya, elle a été fondée par Shihabud-Din Suharawardy, originaire de Bagdad. Son disciple Baha-ud-Din Zakariya l'a introduite en Inde, oùs elle s'est surtout répandue au Bengale. La tariqa Qadiriyya a été fondée par Abdul Qadir dont la tombe est à Bagdad. Son influence touche surtout le sud de l'Inde.
Baha-ud-Din Naqshband (1318-1389), originaire du Turkestan, a créé la confrérie Naqchabandiyya. Elle a répandu son influence de la Turquie à l’Inde, en passant par le Caucase et l’Asie centrale. Khwaja Mohhammad Baqi Billah Berang dont la tombe est à Delhi l'a introduite en Inde.
La conquête de l'Inde par Bâbur et la dynastie moghole ont favorisé l'essor de cette tariqa. Les naqshbandîs pratiquent entre autres la « méditation silencieuse du cœur », ils sont connus comme les « soufis silencieux » et croient au dhikr (rappel de Dieu, dont la forme la plus répandue est la répétition de ses noms comme un mantra) et au sohbat (rapport intime entre l'étudiant et le précepteur).

## Liens entre soufisme, hindouisme et bouddhisme
Quand le soufisme est entré en contact avec l’hindouisme et le bouddhisme, ses caractéristiques principales, ayant leurs origines dans la tradition islamique, s’étaient déjà développées, et il avait également subi des influences des traditions chrétiennes et néo-platoniques. C’est au nord-ouest de la Perse et en Asie centrale que les premiers contacts entre soufisme et bouddhisme ont eu lieu.
Certains concepts de ces deux courants religieux semblent au premier abord assez proches du soufisme. Un parallèle peut notamment être établi entre l’« extinction », fanâ, soufi, et le nirvâna, même si les deux phénomènes ne doivent toutefois pas être perçus comme similaires. Tous deux impliquent la disparition de l’individualité, mais le nirvâna signifie l'extinction de tout désir, tandis que le fanâ est accompagné de la baqâ, la vie éternelle en Dieu.
En Inde plus qu’ailleurs, à cause du risque que représentait pour le soufisme l’environnement majoritairement hindou, les soufis ont tenté de résoudre leurs dilemmes[pas clair] par l’orthodoxie. Parmi l’élite intellectuelle musulmane, les soufis ont été les premiers à entrer en contact avec les hindous et de ce fait, avec le mysticisme hindou. Ainsi, le yoga semble les avoir particulièrement influencé. La pratique ascétique hindou bouddhiste consistant à errer dans les forêts a également accentué cette tendance, alors déjà présente, chez certains soufis. Ceux-ci furent désignés en tant que qalandars.

## Loges soufies indiennes dans l'Empire ottoman
Du XIVe au XIXe siècle, les derviches musulmans sont venus dans l'Empire ottoman depuis l'Hindoustan et ont établi des loges soufies dans les grandes villes de l'Empire ottoman. En turc ottoman, ces loges étaient appelées  Hindi Tekkeler . Le plus ancien Hindi Tekke est le Horhor Tekke à Istanbul. Leurs descendants à Istanbul appelés Hindis (Hindiler), qui parlent turc et sont pleinement assimilés à la culture turque,,,,,.